# Anita O'Day
Anita O'Day, rodným jménem Anita Belle Colton, (18. října 1919 – 23. listopadu 2006) byla americká jazzová zpěvačka. Narodila se irským rodičům v Kansas City v Missouri a vyrůstala v Chicagu. V roce 1937 se provdala za bubeníka Dona Cartera. V prvních letech své kariéry hrála například v kapelách Gene Krupy, Woodyho Hermana a Stana Kentona. Od roku 1946 se věnovala sólové kariéře. V roce 1952 vydala své první album Anita O'Day Sings Jazz. V únoru 1953 se dostala k soudu kvůli marihuaně, kterou údajně kouřila během řízení automobilu. Kvůli nedostatku důkazů však nebyla odsouzena. Po několika týdnech se však u soudu objevila znovu, a to kvůli heroinu. Následně strávila několik měsíců ve vězení (propuštěna byla v únoru 1954). Následně vydala své druhé album Songs by Anita O'Day. Později vydala řadu dalších alb. Roku 1973 vystupovala ve filmu Černá výprava. V roce 1981 vydala paměti High Times, Hard Times. Zemřela ve spánku ve věku 87 let. Několik měsíců po její smrti měl premiéru celovečerní dokumentární film Anita O'Day: The Life of a Jazz Singer. Zemřela v Los Angeles ve věku 87 let.